# Harry Styles-diszkográfia
Szólóelőadóként Harry Styles angol énekes három stúdióalbumot, egy középlemezt, egy videóalbumot, tizennégy kislemezt, tizenhárom videóklipet és egy promóciós kislemezt adott ki. Zenei karrierje 2010-ben kezdődött meg, akkor még a One Direction fiúegyüttes tagjaként. Miután a csoport bejelentette, hogy 2016-tól szünetet tart, Styles szerződést kötött a Columbia Records kiadóval szólóelőadóként. 2017 áprilisában az énekes kiadta debütáló kislemezét, a Sign of the Timest. Első lett a brit kislemezlistán és negyedik az amerikai Billboard Hot 100-on, míg vezette az ausztrál slágerlistát is. Triplaplatina minősítést kapott az Amerikai Hanglemezgyártók Szövetségétől (RIAA), és négyszeres platina minősítést az Ausztrál Hanglemezgyártók Szövetségétől (ARIA).
A következő hónapban Styles kiadta első stúdióalbumát, a Harry Stylest, amelyen szerepelt a Sign of the Times is. Az album listavezető volt Ausztráliában, az Egyesült Államokban, az Egyesült Királyságban, Írországban és Kanadában. 2017 egyik legtöbbet eladott lemeze lett, több, mint 1 millió eladott példányával. A másik két kislemez az albumról a Two Ghosts és a Kiwi volt.
2019-ben Styles megjelentette a Fine Line című albumát, a Lights Up és az Adore You lemezek kiadását követően, mindkettő elérte több slágerlista első tíz helyét, beleértve Ausztráliában és az Egyesült Királyságban is. A Fine Line, amely azon év decemberében jelent meg, az első helyen debütált a Billboard 200-on, az első héten legtöbb példányban eladott brit férfi album lett az Egyesült Államokban. Styles lett az első brit férfi előadó, akinek első két albuma a Billboard 200 első helyén debütált. A Fine Line platina minősítést a Brit Hanglemezgyártók Szövetségétől (BPI) és duplaplatinát az Amerikai Hanglemezgyártók Szövetségétől (RIAA). A lemezről még négy kislemez jelent meg, a Falling, a Watermelon Sugar, a Golden és a Treat People with Kindness. A negyedik, a Watermelon Sugar listavezető volt a Billboard Hot 100 slágerlistán, Styles első dala, amely ezt elérte. Több országban is platinalemez lett, beleértve Kanadában, ahol ötször kapta meg a minősítést.
Styles 2022. május 20-án adta ki harmadik albumát Harry’s House címmel, amelyről megjelentek az As It Was és a Late Night Talking című kislemezek. Az As It Was 15 nem egymást követő héten át vezette a Billboard Hot 100-as listáját, míg a Late Night Talking az Egyesült Királyságban és az Egyesült Államokban is a Top 3-ba került.
2022 áprilisában Styles lett minden idők első szólóelőadója, akinek első két albumán szereplő összes dala legalább arany minősítést kapott az Amerikai Hanglemezgyártók Szövetségétől (RIAA).

## Albumok

### Stúdióalbumok
| Cím           | Részletek | Legmagasabb slágerlistás pozíció | Legmagasabb slágerlistás pozíció | Legmagasabb slágerlistás pozíció | Legmagasabb slágerlistás pozíció | Legmagasabb slágerlistás pozíció | Legmagasabb slágerlistás pozíció | Legmagasabb slágerlistás pozíció | Legmagasabb slágerlistás pozíció | Legmagasabb slágerlistás pozíció | Legmagasabb slágerlistás pozíció | Eladások                                    | Minősítések |
| Cím           | Részletek | UK                               | AUS                              | BEL (FL)                         | CAN                              | IRE                              | ITA                              | NZ                               | SWE                              | SWI                              | US                               | Eladások                                    | Minősítések |
| ------------- | --- | -------------------------------- | -------------------------------- | -------------------------------- | -------------------------------- | -------------------------------- | -------------------------------- | -------------------------------- | -------------------------------- | -------------------------------- | -------------------------------- | ------------------------------------------- | --- |
| Harry Styles  | - Megjelent: 2017. május 12. - Kiadó: Columbia - Formátum: digitális letöltés, CD, LP, streaming             | 1                                | 1                                | 1                                | 1                                | 1                                | 2                                | 2                                | 3                                | 3                                | 1                                | - UK: 416 019 - US: 386 000 - WW: 1 000 000 | - BPI:Platinalemez - ARIA: 2× Platinalemez - BEA:Aranylemez - FIMI: 2× Platinalemez - GLF:Aranylemez - IFPI SWI:Aranylemez - MC:Platinalemez - RIAA: 2× Platinalemez - RMNZ: 2× Platinalemez              |
| Fine Line     | - Megjelent: 2019. december 13. - Kiadó: Columbia - Formátum: digitális letöltés, CD, LP, streaming, kazetta | 2                                | 1                                | 1                                | 1                                | 1                                | 7                                | 1                                | 1                                | 6                                | 1                                | - UK: 607 520 - CAN: 70 000 - US: 1 000 000 | - BPI: 3× Platinalemez - ARIA: 3× Platinalemez - BEA: Aranylemez - FIMI: 2× Platinalemez - GLF:Platinalemez - IFPI SWI:Platinalemez - MC: 4× Platinalemez - RIAA: 3× Platinalemez - RMNZ: 5× Platinalemez |
| Harry’s House | - Megjelent: 2022. május 20. - Kiadó: Columbia - Formátum: digitális letöltés, CD, LP, streaming, kazetta    | 1                                | 1                                | 1                                | 1                                | 1                                | 1                                | 1                                | 1                                | 1                                | 1                                | - UK: 370 000 - US: 757 000                 | - BPI: 2× Platinalemez - ARIA: 2× Platinalemez - FIMI: 2× Platinalemez - GLF:Platinalemez - MC:Platinalemez - RIAA: 2× Platinalemez - RMNZ: 3× Platinalemez                                               |

### Videóalbumok
| Cím                            | Részletek                                                            | Jegyzetek |
| ------------------------------ | -------------------------------------------------------------------- | --- |
| Harry Styles: Behind the Album | - Megjelent: 2017. május 15. - Kiadó: Columbia - Formátum: streaming | - Csak az Apple Musicon jelent meg, egy dokumentumfilm Styles debütáló albumának felvételének folyamatáról, játékideje 49 perc. |

## Középlemezek
| Cím             | Részletek                                                                 | Jegyzetek |
| --------------- | ------------------------------------------------------------------------- | --- |
| Spotify Singles | - Megjelent: 2017. szeptember 27. - Kiadó: Columbia - Formátum: streaming | - A két dalt tartalmazó középlemez csak a Spotify platformon jelent meg. A lemezen szerepel a Two Ghosts és a Little Big Town együttes Girl Crush dalának feldolgozása. |

## Kislemezek

### Önálló előadóként
| Cím                                                                        | Év   | Legmagasabb slágerlistás pozíció | Legmagasabb slágerlistás pozíció | Legmagasabb slágerlistás pozíció | Legmagasabb slágerlistás pozíció | Legmagasabb slágerlistás pozíció | Legmagasabb slágerlistás pozíció | Legmagasabb slágerlistás pozíció | Legmagasabb slágerlistás pozíció | Legmagasabb slágerlistás pozíció | Legmagasabb slágerlistás pozíció | Minősítés | Album         |
| Cím                                                                        | Év   | UK                               | AUS                              | BEL (FL)                         | CAN                              | IRE                              | ITA                              | NZ                               | SWE                              | SWI                              | US                               | Minősítés | Album         |
| -------------------------------------------------------------------------- | ---- | -------------------------------- | -------------------------------- | -------------------------------- | -------------------------------- | -------------------------------- | -------------------------------- | -------------------------------- | -------------------------------- | -------------------------------- | -------------------------------- | --- | ------------- |
| Sign of the Times                                                          | 2017 | 1                                | 1                                | 8                                | 6                                | 6                                | 9                                | 6                                | 15                               | 4                                | 4                                | - BPI: 3× Platinalemez - ARIA: 7× Platinalemez - BEA:Platinalemez - FIMI: 2× Platinalemez - GLF: 2× Platinalemez - IFPI SWI: 2× Platinalemez - MC: 4× Platinalemez - RIAA: 5× Platinalemez - RMNZ:Aranylemez | Harry Styles  |
| Two Ghosts                                                                 | 2017 | 58                               | —                                | —                                | 91                               | 66                               | —                                | —                                | —                                | —                                | —                                | - BPI:Aranylemez - ARIA:Platinalemez - MC:Aranylemez - RIAA:Platinalemez | Harry Styles  |
| Kiwi                                                                       | 2017 | 66                               | 92                               | 39                               | —                                | 72                               | —                                | —                                | —                                | —                                | —                                | - BPI:Aranylemez - ARIA:Platinalemez - MC:Aranylemez - RIAA:Platinalemez | Harry Styles  |
| Lights Up                                                                  | 2019 | 3                                | 7                                | —                                | 14                               | 4                                | 37                               | 7                                | 15                               | 22                               | 17                               | - BPI:Platinalemez - ARIA: 2× Platinalemez - FIMI:Aranylemez - MC:Platinalemez - RIAA: 2× Platinalemez - RMNZ:Aranylemez                                                                                     | Fine Line     |
| Adore You                                                                  | 2019 | 7                                | 7                                | 12                               | 10                               | 4                                | 78                               | 6                                | 40                               | 35                               | 6                                | - BPI: 3× Platinalemez - ARIA: 7× Platinalemez - BEA:Aranylemez - FIMI:Aranylemez - IFPI SWI:Platinalemez - MC: 4× Platinalemez - RIAA: 5× Platinalemez - RMNZ:Platinalemez                                  | Fine Line     |
| Falling                                                                    | 2020 | 15                               | 35                               | —                                | 55                               | 22                               | —                                | 24                               | 81                               | 55                               | 62                               | - BPI: 2× Platinalemez - ARIA: 4× Platinalemez - FIMI:Aranylemez - MC:Platinalemez - RIAA: 3× Platinalemez - RMNZ:Aranylemez                                                                                 | Fine Line     |
| Watermelon Sugar                                                           | 2020 | 4                                | 5                                | 2                                | 3                                | 2                                | 21                               | 4                                | 9                                | 3                                | 1                                | - BPI: 4× Platinalemez - ARIA: 10× Platinalemez - BEA:Platinalemez - FIMI: 2× Platinalemez - IFPI SWI: 2× Platinalemez - MC: 6× Platinalemez - RIAA: 7× Platinalemez - RMNZ: 3× Platinalemez                 | Fine Line     |
| Golden                                                                     | 2020 | 26                               | 39                               | 37                               | 45                               | 23                               | 62                               | 40                               | 74                               | —                                | 57                               | - BPI:Platinalemez - ARIA: 3× Platinalemez - FIMI:Platinalemez - MC:Aranylemez - RIAA: 2× Platinalemez | Fine Line     |
| Treat People with Kindness                                                 | 2021 | —                                | —                                | 50                               | —                                | 73                               | —                                | —                                | —                                | —                                | —                                | - BPI:Ezüstlemez - RIAA:Aranylemez | Fine Line     |
| Fine Line                                                                  | 2021 | —                                | 95                               | —                                | —                                | —                                | —                                | —                                | —                                | —                                | —                                | - BPI:Aranylemez - ARIA:Platinalemez - RIAA:Platinalemez | Fine Line     |
| As It Was                                                                  | 2022 | 1                                | 1                                | 1                                | 1                                | 1                                | 3                                | 1                                | 1                                | 1                                | 1                                | - BPI: 4× Platinalemez - ARIA: 8× Platinalemez - FIMI: 4× Platinalemez - IFPI SWI: 4× Platinalemez - MC: 8× Platinalemez - RIAA: 6× Platinalemez - RMNZ: 4× Platinalemez                                     | Harry’s House |
| Late Night Talking                                                         | 2022 | 2                                | 2                                | 42                               | 3                                | 2                                | 25                               | 2                                | 9                                | 11                               | 3                                | - BPI:Platinalemez - ARIA: 3× Platinalemez - IFPI SWI: Aranylemez - MC: 2× Platinalemez - RIAA: 2× Platinalemez - RMNZ:Platinalemez                                                                          | Harry’s House |
| Music for a Sushi Restaurant                                               | 2022 | 3                                | 4                                | 47                               | 7                                | 8                                | 68                               | 4                                | 34                               | —                                | 8                                | - BPI:Platinalemez - ARIA:Platinalemez - RIAA:Platinalemez - RMNZ:Aranylemez | Harry’s House |
| Satellite                                                                  | 2023 | 18                               | 10                               | —                                | 18                               | 6                                | —                                | 30                               | 50                               | —                                | 21                               | - BPI:Platinalemez - ARIA:Platinalemez - MC:Platinalemez - RIAA:Platinalemez - RMNZ:Aranylemez | Harry’s House |
| —: a kislemez nem szerepelt slágerlistán az adott országban vagy régióban. |      |                                  |                                  |                                  |                                  |                                  |                                  |                                  |                                  |                                  |                                  | |               |

### Promóciós kislemezek
| Cím            | Év   | Legmagasabb slágerlistás pozíció | Legmagasabb slágerlistás pozíció | Legmagasabb slágerlistás pozíció | Legmagasabb slágerlistás pozíció | Legmagasabb slágerlistás pozíció | Legmagasabb slágerlistás pozíció | Legmagasabb slágerlistás pozíció | Legmagasabb slágerlistás pozíció | Minősítés | Album        |
| Cím            | Év   | UK                               | AUS                              | CAN                              | IRE                              | ITA                              | NZ                               | SWE                              | US                               | Minősítés | Album        |
| -------------- | ---- | -------------------------------- | -------------------------------- | -------------------------------- | -------------------------------- | -------------------------------- | -------------------------------- | -------------------------------- | -------------------------------- | --- | ------------ |
| Sweet Creature | 2017 | 46                               | 39                               | 69                               | 37                               | 85                               | 39                               | 95                               | 93                               | - BPI:Platinalemez - ARIA: 2× Platinalemez - FIMI:Platinalemez - GLF:Aranylemez - MC:Platinalemez - RIAA: 2× Platinalemez | Harry Styles |

## Egyéb slágerlistás dalok
| Cím                                                                        | Év   | Legmagasabb slágerlistás pozíciók | Legmagasabb slágerlistás pozíciók | Legmagasabb slágerlistás pozíciók | Legmagasabb slágerlistás pozíciók | Legmagasabb slágerlistás pozíciók | Legmagasabb slágerlistás pozíciók | Legmagasabb slágerlistás pozíciók | Minősítések                                                                                    | Album         |
| Cím                                                                        | Év   | UK                                | AUS                               | CAN                               | IRE                               | NZ                                | SWE                               | US                                | Minősítések                                                                                    | Album         |
| -------------------------------------------------------------------------- | ---- | --------------------------------- | --------------------------------- | --------------------------------- | --------------------------------- | --------------------------------- | --------------------------------- | --------------------------------- | ---------------------------------------------------------------------------------------------- | ------------- |
| Meet Me in the Hallway                                                     | 2017 | 64                                | —                                 | 100                               | 56                                | —                                 | —                                 | —                                 | - BPI:Ezüstlemez - RIAA:Aranylemez                                                             | Harry Styles  |
| Carolina                                                                   | 2017 | 51                                | —                                 | 83                                | 49                                | —                                 | —                                 | —                                 | - BPI:Ezüstlemez - RIAA:Aranylemez                                                             | Harry Styles  |
| Only Angel                                                                 | 2017 | 80                                | —                                 | —                                 | 85                                | —                                 | —                                 | —                                 | - BPI:Ezüstlemez - ARIA:Aranylemez - RIAA:Aranylemez                                           | Harry Styles  |
| Ever Since New York                                                        | 2017 | 87                                | —                                 | —                                 | 78                                | —                                 | —                                 | —                                 | - BPI:Ezüstlemez - RIAA:Aranylemez                                                             | Harry Styles  |
| Woman                                                                      | 2017 | 99                                | —                                 | —                                 | 87                                | —                                 | —                                 | —                                 | - BPI:Ezüstlemez - ARIA:Aranylemez - RIAA:Aranylemez                                           | Harry Styles  |
| From the Dining Table                                                      | 2017 | —                                 | —                                 | —                                 | 91                                | —                                 | —                                 | —                                 | - BPI:Ezüstlemez - RIAA:Aranylemez                                                             | Harry Styles  |
| Cherry                                                                     | 2019 | —                                 | 52                                | 69                                | —                                 | —                                 | —                                 | 84                                | - BPI:Ezüstlemez - ARIA:Platinalemez - MC:Aranylemez - RIAA:Platinalemez                       | Fine Line     |
| To Be So Lonely                                                            | 2019 | —                                 | 69                                | 88                                | —                                 | —                                 | —                                 | —                                 | - BPI:Ezüstlemez - ARIA:Aranylemez - MC:Aranylemez - RIAA:Aranylemez                           | Fine Line     |
| She                                                                        | 2019 | —                                 | 70                                | 90                                | —                                 | —                                 | —                                 | 99                                | - BPI:Ezüstlemez - ARIA:Aranylemez - RIAA:Aranylemez                                           | Fine Line     |
| Sunflower, Vol. 6                                                          | 2019 | —                                 | 73                                | 96                                | —                                 | —                                 | —                                 | —                                 | - BPI:Ezüstlemez - ARIA:Aranylemez - MC:Aranylemez - RIAA:Platinalemez                         | Fine Line     |
| Canyon Moon                                                                | 2019 | —                                 | —                                 | —                                 | —                                 | —                                 | —                                 | —                                 | - BPI:Ezüstlemez - ARIA:Aranylemez - RIAA:Aranylemez                                           | Fine Line     |
| Grapejuice                                                                 | 2022 | —                                 | 9                                 | 12                                | —                                 | 40                                | 48                                | 15                                | - BPI:Ezüstlemez - MC:Aranylemez - RIAA:Aranylemez                                             | Harry’s House |
| Daylight                                                                   | 2022 | —                                 | 8                                 | 10                                | —                                 | 8                                 | 51                                | 13                                | - BPI:Aranylemez - ARIA:Platinalemez - MC:Aranylemez - RIAA:Aranylemez                         | Harry’s House |
| Little Freak                                                               | 2022 | —                                 | 6                                 | 9                                 | —                                 | 9                                 | 38                                | 14                                | - BPI:Aranylemez - ARIA:Platinalemez - MC:Platinalemez - RIAA:Aranylemez                       | Harry’s House |
| Matilda                                                                    | 2022 | 37                                | 3                                 | 5                                 | 3                                 | 3                                 | 25                                | 9                                 | - BPI:Platinalemez - ARIA:Platinalemez - MC:Platinalemez - RIAA:Platinalemez - RMNZ:Aranylemez | Harry’s House |
| Cinema                                                                     | 2022 | —                                 | 11                                | 16                                | —                                 | —                                 | 61                                | 22                                | - BPI:Ezüstlemez - ARIA:Aranylemez - RIAA:Aranylemez                                           | Harry’s House |
| Daydreaming                                                                | 2022 | —                                 | 12                                | 21                                | —                                 | —                                 | 64                                | 24                                | - BPI:Ezüstlemez - ARIA:Aranylemez - MC:Aranylemez - RIAA:Aranylemez                           | Harry’s House |
| Keep Driving                                                               | 2022 | —                                 | 14                                | 17                                | —                                 | —                                 | 69                                | 25                                | - BPI:Aranylemez - ARIA:Aranylemez - MC:Aranylemez - RIAA:Aranylemez                           | Harry’s House |
| Boyfriends                                                                 | 2022 | —                                 | 15                                | 28                                | —                                 | —                                 | 44                                | 30                                | - BPI:Ezüstlemez - MC:Aranylemez - RIAA:Aranylemez                                             | Harry’s House |
| Love of My Life                                                            | 2022 | —                                 | 13                                | 22                                | —                                 | —                                 | 56                                | 29                                | - ARIA:Aranylemez - MC:Aranylemez - RIAA:Aranylemez                                            | Harry’s House |
| —: a kislemez nem szerepelt slágerlistán az adott országban vagy régióban. |      |                                   |                                   |                                   |                                   |                                   |                                   |                                   |                                                                                                |               |

## Videóklipek
| Cím                          | Év   | Rendező(k)                       | For.    |
| ---------------------------- | ---- | -------------------------------- | ------- |
| Sign of the Times            | 2017 | Woodkid                          | [ 119 ] |
| Kiwi                         | 2017 | Us (Chris Barett és Luke Taylor) | [ 120 ] |
| Lights Up                    | 2019 | Vincent Haycock                  | [ 121 ] |
| Adore You                    | 2019 | Dave Meyers                      | [ 122 ] |
| Falling                      | 2020 | Dave Meyers                      | [ 123 ] |
| Watermelon Sugar             | 2020 | Bradley & Pablo                  | [ 124 ] |
| Golden                       | 2020 | Ben és Gabe Turner               | [ 125 ] |
| Treat People with Kindness   | 2021 | Ben és Gabe Turner               | [ 126 ] |
| As It Was                    | 2022 | Tanja Mujino                     | [ 127 ] |
| Late Night Talking           | 2022 | Bradley & Pablo                  | [ 128 ] |
| Music For a Sushi Restaurant | 2022 | Aube Perrie                      | [ 129 ] |
| Satellite                    | 2023 | Aube Perrie                      | [ 130 ] |
| Daylight                     | 2023 | Tanu Muino                       | [ 131 ] |